# Lamone (rivier)
De Lamone is een rivier in Italië met een lengte van 97 km. Ze ontspringt in de Apennijnen, stroomt door de regio's Toscane en Emilia-Romagna en mondt uit in de Adriatische Zee. Het stroomgebied van de Lamone is 500 km² groot. Het gemiddelde debiet over een jaar bij de monding is ongeveer 5 m³/s (kubieke meter per seconde).

## Loop
De Lamone ontspringt op de flanken van de Colla di Casaglia in de Apennijnen, op een hoogte van 972 m, op het grondgebied van de gemeente Borgo San Lorenzo in de voormalige provincie en huidige metropolitane stad Città Metropolitana di Firenze.
De Lamone doorkruist Marradi, Brisighella en Faenza. Na de dwarsing van het traject van de historische Via Emilia stroomt de rivier door de Italiaanse laagvlakte, door het platteland tussen Russi en Bagnacavallo en mondt sinds 1962 rechtstreeks uit in de Adriatische Zee bij Marina Romea (een frazione 15 km ten noordoosten van het centrum van Ravenna). Voorheen mondde de rivier uit in de moerassen van de Po-delta.
- Virtual International Authority File: 315142046